# Elià (gal)
Elià (en llatí: Aelianus) va ser un dels caps de la insurrecció de camperols gals anomenada bagauda durant el regnat de Dioclecià, juntament amb Amandus. El cèsar Marc Aureli Valeri Maximià els va derrotar l'any 285, segons diu Sext Aureli Víctor.